# Cabriès
Cabriès este o comună franceză situată în departamentul Bouches-du-Rhône, în regiunea Provence-Alpes-Côte d'Azur.

## Geografie

### Localizare
Comuna Cabriès este situată într-o zonă deluroasă cuprinsă între platoul Arbois la nord-vest și lanțul muntos Étoile la sud-est. Reședința comunei este amplasată pe un pinten stâncos la o altitudine de 250 de metri, în timp ce restul comunei se întinde între 120 și 200 de metri. Această poziționare face ca satul să fie foarte expus vânturilor, în special mistralului, ceea ce determină un climat cald și uscat vara, dar rece iarna. Influența mării, deși aflată în apropiere (zece kilometri în linie dreaptă), se resimte foarte puțin aici.

### Comune limitrofe
| Aix-en-Provence | Aix-en-Provence     | Aix-en-Provence |
| Aix-en-Provence |                     | Bouc-Bel-Air    |
| Vitrolles       | Les Pennes-Mirabeau | Bouc-Bel-Air    |

### Climă
În 2010, clima comunei a fost clasificată ca tipic mediteraneană, conform unui studiu realizat de CNRS, bazat pe o serie de date care acoperă perioada 1971-2000. În 2020, Météo-France a publicat o tipologie a climei din Franța metropolitană, conform căreia comuna se află într-o zonă cu climat mediteranean, în regiunea climatică Provence, Languedoc-Roussillon. Aceasta este caracterizată de precipitații reduse vara, o foarte bună expunere la soare (2.600 ore/an), veri calde (21,5 °C), un aer foarte uscat vara și sec în toate anotimpurile, vânturi puternice (cu o frecvență de 40-50 % a vânturilor > 5 m/s) și puține cețuri.
Pentru perioada 1971-2000, temperatura medie anuală este de 14,1 °C, cu o amplitudine termică anuală de 16,4 °C. Cantitatea medie anuală de precipitații este de 602 mm, cu 6 zile de precipitații în ianuarie și 1,7 zile în iulie. Pentru perioada 1991-2020, temperatura medie anuală observată la stația meteorologică situată în comuna Mimet la 11 km distanță în linie dreaptă, este de 13,3 °C, iar cantitatea medie anuală de precipitații este de 725,2 mm.
Pentru viitor, parametrii climatici estimati pentru comună pentru anul 2050, conform diferitelor scenarii de emisii de gaze cu efect de seră, pot fi consultati pe un site dedicat publicat de Météo-France în noiembrie 2022.

### Geologie
Cabriès se află pe versantul nordic al masivului Étoile. Se remarcă existența a două sisteme de orientare a colinelor, aproape ortogonale:
- un sistem paralel cu pârâul Vallat în partea nordică (zona Calas), care face parte dintr-un ansamblu ce se întinde până la râul Arc, având la vest platoul Arbois și la est câmpia Milles și colina Serre;
- un sistem paralel cu masivul Étoile în zona Plan de Campagne / Arbois, care se continuă mai mult sau mai puțin până la Vallat și trecerea autostrăzii (cluză), extinzându-se apoi spre Bouc și pintenul său geologic înrudit și mai departe.

Straturi pliate din era secundară (Mezozoic) sunt clar vizibile sub capela Trébillane, vizavi de biserică, însă numeroase alte particularități geologice merită menționate. Cota 223, situată la 700 de metri est de pintenul pe care se află Cabriès, deasupra impasului Argème, este lipsită de vegetație, oferind o priveliște directă asupra substratului stâncos din calcar alb pur al falezelor (precum și un punct de belvedere remarcabil), completată de zona de ravinare dinspre nord, unde nuanțele de roșu domină până la mica câmpie a fostului teren de golf. Aceste faleze continuă pe colina opusă, conturând o potecă spectaculoasă care duce până la șoseaua de Rans. Traseul trece dintr-un punct de belvedere în altul, cu mici peșteri și formațiuni denumite local „brânzeturile” din Couladou. Defileul străbătut de șoseaua Rans este, de asemenea, spectaculos și neașteptat.
Versantul sudic al acestor coline prezintă de asemenea mici bare stâncoase cu surplombe care au servit drept adăposturi.
Tradiția locală consemnează fapte surprinzătoare privind regimul hidrografic, precum stabilirea unor spălătorese renumite până la Marsilia, în zona Couladou, dar și la Fontaube și Fontrouge (Calas), ceea ce lasă să se presupună existența unor debite de apă superioare celor observate în prezent. Prezența apei este strâns legată de relieful carstic, care permite circulația acesteia în subsolul masivului Étoile, dar și de prezența argilei: de culoare neagră în zona aflată la mai puțin de doi kilometri sud, unde a fost exploatată pentru fabricarea cimentului, și de culoare portocalie sau roșie pe colina Champouse. Această prezență a argilei, împreună cu fazele sale de dilatare și contracție, plasează câmpiile din zona Cabriès în zona cu risc geologic, asemenea tuturor câmpiilor din regiune.
În 1895, la Calas, lipsa surselor de apă a dus la amenajarea unei conducte de alimentare cu apă de la bazinul Réaltort.
Subsolul ar conține resurse de cărbune (bazinul Gardanne), ceea ce a determinat compania Charbonnages de France să se intereseze de zonă la un moment dat. Potrivit părintelui Rey, o mină de lignit ar fi existat la Plan de Campagne la sfârșitul secolului al XIX-lea și începutul secolului al XX-lea, fără succes.

### Hidrografie
Grand Vallat este principalul curs de apă care străbate comuna, „vallat” desemnând un curs de apă, termen folosit pentru numeroase alte pâraie din regiune. Acesta coboară din bazinul Simiane, de la Mimet, și adună toate apele din această parte a versantului masivului Étoile.
Mai multe alte pâraie drenează câmpia de la poalele masivului Étoile, săpând în bariera colinelor sudice pentru a curge în direcția colinelor nordice. Primul, pârâul Baume-Barragne (Vallat de Beaume Barragne pe hărțile de stat major), drenează zona Plan de Campagne, traversează sistemul de coline sudice, apoi câmpiile din Arbois, trece pe lângă hipodrom, unde a ieșit de mai multe ori din matcă, pentru a se vărsa în Réaltort. Acolo ar contribui la resurgerea Infernetului. Pârâul care izvorăște din Foraine drenează și zona Fontaube, îndreptându-se spre Calas. Capriciile sale au dus la amenajarea lui sub intersecția D8/D543, într-un spațiu de joacă cu dig de retenție. Conform hărților, apare sub denumirile de pârâul Fontaube, Vallat de Calas și chiar torent, apoi canal de drenaj pe hărțile de stat major. Al treilea, format prin unirea Couladou și a pârâului Rans, este alimentat de bazinul umed din sudul zonei Verger, unde prezența coada-calului este semnificativă. Acesta apare pe hărțile de stat major sub denumirea de Vallat de Planque. Cele trei pâraie colectează apele din această parte a versantului masivului Étoile până la Septèmes.
Câmpia din Calas era deja drenată în perioada romană în jurul vilei romane Trebillane, iar toată zona adiacentă Grand Vallat este clasificată drept zonă inundabilă.

## Urbanism

### Tipologie
La 1 ianuarie 2024, Cabriès este clasificată drept zonă de centură urbană, conform noii grile comunale de densitate în 7 niveluri, definită de INSEE (Institutul Național de Statistică și Studii Economice) în 2022. Ea face parte din unitatea urbană Marsilia-Aix-en-Provence, o aglomerație interdepartamentală, în cadrul căreia este o comună de periferie. De asemenea, comuna aparține de zona metropolitană a Marsiliei - Aix-en-Provence, din care face parte ca o comună din coroană. Această arie, care include 115 comune, este clasificată în categoria ariilor cu 700.000 de locuitori sau mai mulți (cu excepția Parisului).

### Utilizarea terenurilor
Ocuparea terenurilor din comună, așa cum reiese din baza de date europeană privind ocuparea biofizică a solurilor Corine Land Cover (CLC), este caracterizată prin predominanța pădurilor și a mediilor semi-naturale (46,9 % în 2018), în scădere față de 1990 (50,3 %). Repartiția detaliată în 2018 este următoarea: zone urbanizate (22,1 %), medii cu vegetație arbustivă și/sau ierboasă (22,1 %), păduri (21,9 %), zone agricole heterogene (10,6 %), terenuri arabile (9,4 %), zone industriale sau comerciale și rețele de comunicație (5,7 %), spații verzi artificializate, neagricole (3,8 %), spații deschise, fără sau cu puțină vegetație (3 %), ape continentale (1,5 %). Evoluția ocupării terenurilor în comună și a infrastructurilor sale poate fi observată pe diferitele reprezentări cartografice ale teritoriului: harta Cassini (secolul XVIII), harta de stat-major (1820-1866) și hărțile sau fotografiile aeriene ale IGN pentru perioada actuală (1950 până în prezent).

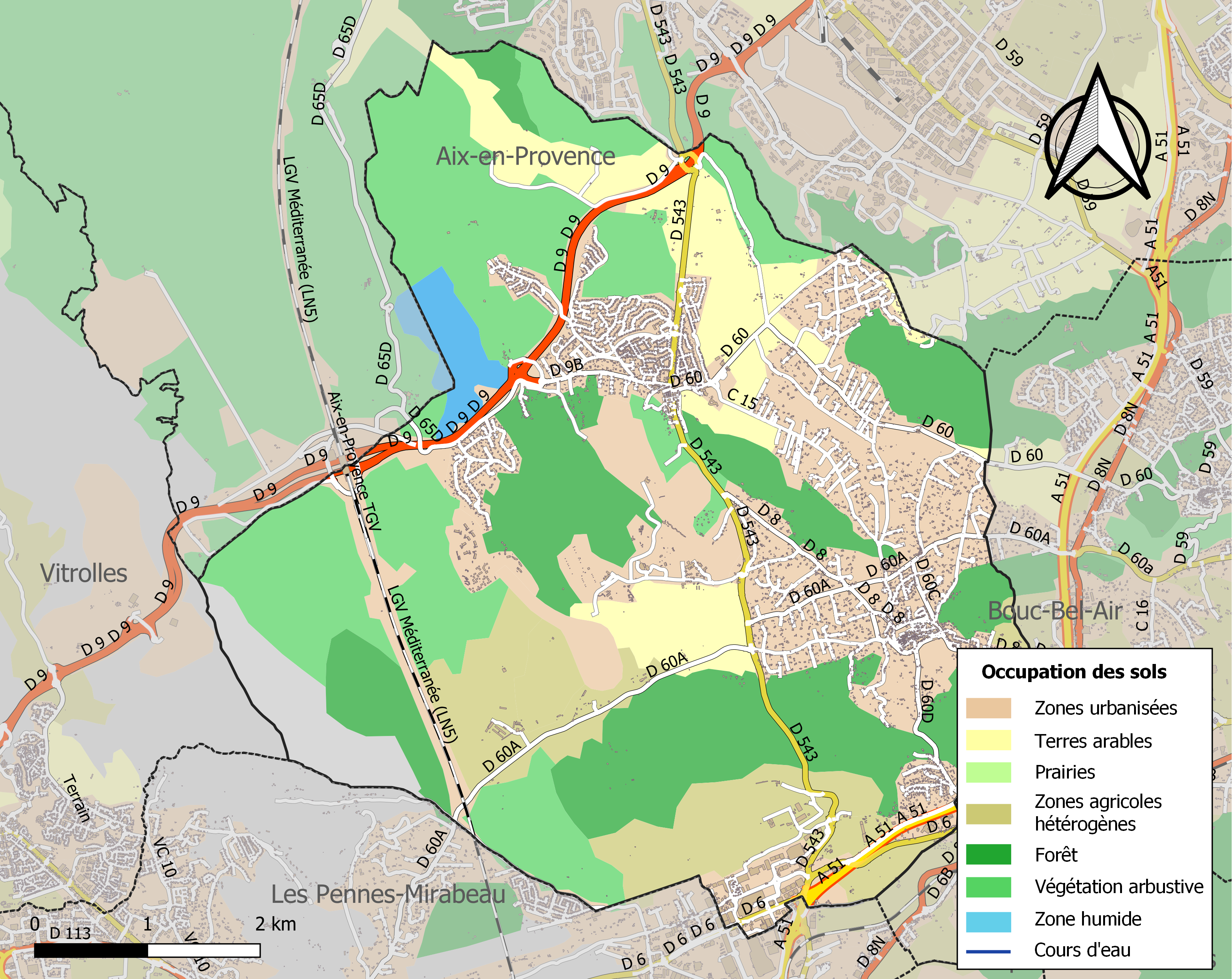
Harta infrastructurii și utilizării terenului a comunei în 2018 (CLC).

### Căi de comunicație și transporturi

#### Căi rutiere
Cabriès este situată pe fosta RN 543 (actuala RD 543), care leagă Sault de Septèmes-les-Vallons.
Cabriès se află la 5 kilometri de nodul rutier de la Plan de Campagne, situat pe autostrada A51, care asigură o legătură rapidă spre sud, în direcția Marsilia, și spre nord, în direcția Aix-en-Provence, Manosque, Sisteron și Gap.
Accesul secundar este asigurat de RD 8, care leagă Cabriès de Calas la nord-vest, de Bouc-Bel-Air la est, de RD 60a, care leagă Cabriès de Les Pennes-Mirabeau la sud-vest și, de asemenea, de Bouc-Bel-Air la vest, precum și de RD 60b, care leagă tot de Bouc-Bel-Air, la sud.

#### Transport feroviar
Gara Aix-en-Provence TGV, aflată pe linia de mare viteză Paris – Marsilia, este situată la limita comunei, la 3 kilometri vest de Calas. Zeci de trenuri opresc zilnic aici, având direcții spre Paris, Lyon, Strasbourg, Lille și Coasta de Azur.
Gara Bouc – Cabriès, aflată pe linia Marsilia – Aix-en-Provence – Briançon, situată la 2 kilometri sud de centrul comunei, este închisă pentru transportul de călători. Cele mai apropiate gări de Cabriès de pe această linie sunt cele din Septèmes-les-Vallons, la sud, și Simiane-Collongue, la est, fiecare situată la 5 kilometri de Cabriès. Ambele sunt deservite cu o frecvență de 2 sau 3 trenuri pe oră în fiecare direcție.

## Toponimie
Numele „Cabriès” provine de la cabri, care în provensală înseamnă „capră”, de aici și capra roșie de pe blazon, precum și, probabil, de la promontoriul stâncos („Pitonul”) pe care este așezat satul originar, accesibil cu ușurință doar turmelor de caprine. De remarcat că promontoriul vecin este cel din Bouc, Bouc-Bel-Air, fără legătură cu animalul.

## Istorie

### Preistorie și Antichitate
Regiunea este bogată în urme de locuire din neolitic: colinele învecinate păstrează vestigii ale numeroaselor oppida, iar cel de la Baou-Roux (comuna Bouc-Bel-Air) protejează partea de sud a teritoriului, la mai puțin de doi kilometri distanță. Ocupat deja acum 6.000 de ani, săpăturile arheologice au identificat aici o așezare aparținând culturii Couronnienne, datând din perioada aproximativ -3200 până în -2500. Zona Plan de Campagne adăpostește mai multe adăposturi naturale care au livrat artefacte din neolitic.
Celto-ligurii stabiliți la Baou-Roux și în Cabriès făceau parte din tribul Salluvii, a cărui capitală era Entremont, situată la nord de actualul Aix-en-Provence.

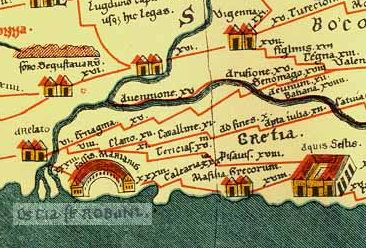
Detaliu din Tabula Peutingeriana. De remarcat Calcaria, la nord de Massillia Grecorum

În Antichitate, se formează alianțe între Massillia și romani, care în cele din urmă anexează regiunea prin forță militară în anul -124, distrugând numeroase oppida în acest proces. Perioada care urmează este marcată de înființarea unor domenii agricole romane, după cum atestă vila de la Trebillane din Calas, situată pe o câmpie fertilă irigată de Grand Vallat. Calas ar putea fi Calcaria menționată pe Tabula Peutingeriana (în dreapta) și în Itinerarium Antonini.
Primele mențiuni ale acestei villa datează din 1910, când abatele Chaillan vorbește despre fragmente ceramice și diverse obiecte, precum și despre denumirea locului: „les vestiges” („vestigiile”). Însă descoperirea propriu-zisă a avut loc abia în 1960, când colonelul Monguilan a identificat-o în urma unor fotografii aeriene. Vila este clar vizibilă și pe imaginea satelitară actuală de pe Géoportail. Se pare că a fost activă din secolul I î.Hr. până în secolul al II-lea d.Hr.
În 1972, în timpul lucrărilor de construcție a școlii din apropiere, o cupă de excavator a perforat izvorul Fontrouge, provocând un mare gheizer: au fost descoperite galerii subterane care ar putea data din epoca romană. La fel s-a întâmplat și în 1996. Din cauza constrângerilor șantierului, nu s-au putut conserva urme la acea vreme. Diverse sondaje au permis totuși descoperirea unor drenaje în această câmpie mlăștinoasă, care duc spre Vallat, precum și a unor șanțuri agricole a căror datare nu a putut fi stabilită.
Mai multe alte villae de mai mică importanță au fost detectate prin metode similare: la Clos des Prieurs (nodul rutier RD9), la Guérine (distrusă în timpul construirii hipodromului), la Petit Jardin, la Patelle și la Saint-Pierre-au-Pin (Saint-Pierre, lângă Lagremeuse, „Sancti Petri de alpino vel Pino”), care ar putea fi mutatio-ul (relais-ul) de la Calcaria. Capela din Saint-Pierre ar fi avut mai târziu o frecventare comparabilă cu cea a Notre-Dame-de-la-Salette. Ipoteza existenței unui templu roman în acel loc, mult timp susținută, nu mai este de actualitate, iar construcția capelei originare, foarte veche, este dificil de datat. Nici zona Plan de Campagne nu este lipsită de vestigii, unele dintre acestea fiind posibil legate de villa Nono, potențială referință la cea de-a noua bornă milenară, după cum Septèmes ar corespunde celei de-a șaptea, pe drumul dintre Marsilia și Aix. Aceasta ar fi, astfel, mai importantă decât toate celelalte.
Vestigii ale unor drumuri romane ar fi fost observate în trecut spre „la Mère”, precum și posibile borne miliare sub și spre Lagremeuse. Drumul actual RD543 este foarte probabil o fostă cale romană, certă cel puțin între Calas și Lagremeuse.
Tot conform arheologului Dominique Berthout, cimitirul din Cabriès ar fi paleo-creștin sau chiar antic.

### Evul Mediu Timpuriu
Perioada sfârșitului regatului vizigot (Septimania) și a invaziilor sarazine este tulbure și complexă, nerecomandându-se o interpretare maniheistă. Astfel, Septimania, ultimul vestigiu al regatului vizigot din Galia, este protejată de invadatorii franci și de Clovis prin alianța cu ostrogoții (asediul Arlesului, 507–508), care preiau atunci controlul asupra Marsiliei și a întregii Provence. Întreaga regiune era în acel moment creștină ariană (ostrogoți, vizigoți, burgunzi), în timp ce Clovis abandonează religia germanică și adoptă creștinismul catolic (nicean), diferență care se va regăsi mai târziu sub domnia lui Yusuf ibn 'Abd al-Rahman al-Fihri în confruntarea cu Pepin cel Scurt, catolic: primii fiind toleranți, iar al doilea restrângând libertatea religioasă, în special pentru evrei și arieni.
Ostrogoții cedează Provence francilor în anul 536. În 561, Cabriès face parte din regatul Orléans, a treia ramură a regatului franc, alături de cele din Reims și Soissons.
În 613, regatul este reunificat sub regele Neustriei, Clotaire al II-lea. Marsilia devine capitala Provencei, ceea ce generează conflicte de influență între episcopi și patricienii numiți de puterea regală.
Raidurile sarazine amenință Arles și Provence începând cu anul 725. Bătălia de la Poitiers, în 732, marchează un moment de cotitură, dar masacrele comise în represalii de trupele lui Carol Martel la Arles, Avignon și apoi Nîmes (grămezi de capete tăiate), precum și toleranța arabilor față de evrei și arieni, foarte numeroși mai la vest, au un impact profund asupra memoriei colective. Patricianul Mauronte din Marsilia apelează atunci la ajutorul sarazinilor (în jurul anului 736), dar aceștia sunt înfrânți, iar Mauronte este încolțit la Marsilia. Această perioadă este marcată de raiduri devastatoare ale trupelor lui Carol Martel asupra Aix-ului și a regiunii. Abd al-Rahmân al-Rhâfiqi, primit ca aliat împotriva acestor „barbari” la Marsilia și Arles, eșuează însă în fața localității Les Baux. Acest episod este legat într-un fel de legenda Caprei de Aur (Cabre d’or), al cărei protagonist ar fi fost el. Trupele lui Carol Martel jefuiesc Marsilia. Aceasta marchează sfârșitul alianțelor: de aici înainte, prezența sarazină în regiune se reduce la raiduri sporadice, fără stabilire durabilă, în special în zona Hyères, Fraxinet și Saint-Tropez.

### Evul Mediu
Primele mențiuni ale numelui Cabriès apar în anul 1098 în legătură cu biserica (ecclesiam de Caprarium), în registrul posesiunilor abației Saint-Victor din Marsilia, iar în 1200 în legătură cu castelul (Castrum de Caprerio). Se poate presupune că o populație de origine celto-ligurică, apoi galo-romană, stabilită anterior în câmpii, s-a refugiat pe înălțimi în perioada Evului Mediu Timpuriu, în timpul invaziilor sarazine și barbare, în jurul seniorului și sub protecția zidurilor de apărare.
Multă vreme, feudele Cabriès și Trébillane (astăzi Calas) s-au aflat în posesia acelorași familii nobiliare: Raimond Bérenger al V-lea, casa Porcellets, familia de Agoult, familia de Vintimille. Bertrand Porcelet (numit și Mison d'Agoult), viguier de Aix (1335) și de Nice (1363), cavaler, a fost seniorul Cabriès-ului. A fost tatăl lui Bertrand d'Agoult, și el senior al Cabriès-ului.
Moartea reginei Ioana I declanșează o criză de succesiune în fruntea comitatului Provence, orașele din Uniunea de la Aix (1382–1387) susținându-l pe Carol de Duras împotriva lui Ludovic I de Anjou. Seniorul din Cabriès, Bertrand d’Agout, îl sprijină pe ducele de Anjou începând cu martie 1382, acest sprijin fiind condiționat de participarea ducelui la o expediție de salvare a reginei.
Numele „justice” (justiție), care figurează pe colinele de deasupra Moulin Neuf pe hărțile Cassini, sugerează că acolo era locul de executare a sentințelor – locul spânzurătorilor.

### Harta Cassini
Harta Cassini arată că în secolul al XVIII-lea, Cabriès era o parohie care cuprindea o biserică, un castel și o capelă.
La nord, Trébillane era, de asemenea, o parohie situată pe drumul care ducea spre Saint-Pons, cuprinzând castelul și capela de la Trébillane, precum și satul Calas, cu biserica sa, castelul și capela sa.
Numeroase bastide reprezentate pe teritoriul satului arată că în trecut, agricultura – în special cultivarea viței-de-vie – reprezenta principala activitate a locuitorilor. Unele dintre acestea purtau probabil numele proprietarilor: Pélissier, Violet, Besson, Bourely, Boulard, Nicolas. Numele câtorva dintre ele s-au păstrat până în prezent: Guérin (Domaine de Guérin), Arboix (Ferme des Plaines d'Arboix), Florens (Florens), Saint-Martin (Rue de Saint-Martin), Milane (Milane).
Majoritatea acestor bastide au fost înghițite de urbanizarea accelerată, întrucât populația comunei a fost înmulțită de zece ori în decurs de două secole (de la 976 locuitori în 1793 la aproape 10.000 în prezent).

### Epoca modernă
În 1708, cele două seigniorii intră în posesia unor proprietari diferiți: familia de Cipriani din Cabriès vinde domeniul Trébillane domnului Boyer, un notabil din Marsilia. Ultimii seniori ai Cabriès-ului vor fi membrii familiei Maurellet de la Roquette, dintre care unul, Gaspard-Louis, va sfârși spânzurat în timpul Revoluției Franceze.
În schimb, seniorul de Trébillane, Louis Balthazar Dauphin, va fi cruțat de Revoluție. Descendenta sa, Louise Garavaque, va fi la originea amenajării cătunului Calas, care va purta acest nume începând din 1859. Cătunul original era un fel de așezare muncitorească, construită după un plan repetitiv, în jurul bisericii, pentru muncitorii agricoli dependenți de domeniu în acea perioadă.
Aceasta explică de ce, în această comună, există două biserici și două sărbători votive.
În 1854, pe platoul Arbois este instalată o tabără militară (camp du Midi), prin care vor trece 43.000 de soldați, inițial destinați pentru Africa, dar redirecționați ulterior către Sevastopol, prefigurând astfel episodul următor.

### Epoca contemporană
În timpul celui de-Al Doilea Război Mondial, în august 1944, la scurt timp după debarcarea în Provence, statul major american (USFET) a înființat o tabără de tranzit pe platoul Arbois (în partea de nord-vest a comunei, întinzându-se și pe teritoriile învecinate). Proiectat de comandamentul Delta Base (zona de sud a Franței) încă din momentul debarcării, acest amplasament a fost operațional din septembrie 1944 și a primit regimente și batalioane americane până la închiderea sa, în ianuarie 1946. Tabăra a găzduit peste 2 milioane de soldați americani (GIs) aflați în tranzit, cu vârfuri de peste 100.000 de persoane, incluzând și o tabără pentru prizonierii germani în partea sudică. Se estimează că majoritatea soldaților rămâneau aproximativ două săptămâni, iar zilnic până la 5.000 de persoane intrau sau ieșeau din tabără.
În 1953 este realizat primul tronson de autostradă din nordul Marsiliei: Septèmes – Bouc-Bel-Air. Acesta traversează extremitatea sudică a comunei, în dreptul Plan de Campagne, la sud de un sistem de coline care protejează satul. Zona va deveni rapid una dintre cele mai importante zone comerciale din Franța, întinzându-se între Cabriès și Les Pennes-Mirabeau, sub inițiativa lui Émile Barneoud. Acest locuitor din Septèmes-les-Vallons, care trăise în Africa și în Statele Unite, a adus ideea unui complex comercial de acest tip, care a avut nevoie însă de mai mulți ani pentru a deveni acel „templu al consumului” spre care converg, în weekend, șiruri neîntrerupte de mașini — contrastând puternic cu vechiul sat situat pe promontoriul său.

## Populația și societatea

### Date demografice
Evoluția numărului de locuitori este cunoscută prin recensămintele populației efectuate în comuna respectivă începând din 1793. Pentru comunele cu mai puțin de 10 000 de locuitori, un recensământ al întregii populații este realizat la fiecare cinci ani, populațiile legale pentru anii intermediari fiind estimate prin interpolare sau extrapolare. Pentru comuna respectivă, primul recensământ exhaustiv în cadrul noului dispozitiv a fost realizat în 2004.
În 2022, comuna număra 10 143 locuitori, în creștere cu +4,48 % față de 2016 (Bouches-du-Rhône: +2,48 %, Franța fără Mayotte: +2,11 %).
| An        | 1793 | 1821 | 1841 | 1856  | 1876 | 1886 | 1901 | 1921 | 1936 | 1962  | 1982  | 2006  | 2014  | 2022   |
| --------- | ---- | ---- | ---- | ----- | ---- | ---- | ---- | ---- | ---- | ----- | ----- | ----- | ----- | ------ |
| Populație | 976  | 991  | 992  | 1 000 | 965  | 887  | 903  | 810  | 846  | 1 614 | 6 120 | 8 362 | 9 492 | 10 143 |

## Cultură și patrimoniu

### Locuri și monumente
- Satul vechi situat pe promontoriul său domină peisajul, păstrând aspectul medieval al așezării fortificate.
- Cătunul Calas: s-a dezvoltat în jurul bisericii Notre-Dame-de-l’Assomption de Calas, a capelei Notre-Dame-de-la-Salette și a castelului Trébillane (cunoscut și ca Oustaou per touti – „casă pentru toți”).
- Biserica Sainte-Marie-de-la-Nativité, înscrisă pe lista monumentelor istorice din 2012[35].
- Capela Saint-Raphaël, dedicată arhanghelului Rafael, protectorul comunei. Situată în centrul „cimitirului vechi” din Cabriès, la nordul promontoriului, este cea mai veche biserică din localitate, datând din secolul al X-lea[36].
- Rezervorul Réaltor, alimentat de canalul Marsiliei[37], contribuie la aprovizionarea cu apă a regiunii.
- Gara Aix-en-Provence TGV, amplasată parțial pe teritoriul comunei.
- Zona comercială Plan de Campagne, cea mai mare din Franța, din care o treime se află pe teritoriul comunei (restul pe teritoriul Les Pennes-Mirabeau).
- Castelul din Cabriès adăpostește o expoziție permanentă dedicată pictorului Edgar Mélik, precum și colecții de vestigii galo-romane descoperite pe teritoriul comunei.